# Rejon rawski
Rejon rawski (ukr. Рава-Руський район) – dawna jednostka podziału administracyjnego Ukraińskiej Socjalistycznej Republiki Radzieckiej w Związku Socjalistycznych Republik Radzieckich w latach 1940–1941 i 1944–1962. Należał do obwodu lwowskiego. Siedziba władz rejonu znajdowała się w Rawie Ruskiej.
Rejon rawski został utworzony 17 stycznia 1940 na podstawie dekretu Prezydium Rady Najwyższej USRR o podziale na rejony zachodnich obwodów USRR, kiedy to w obwodzie lwowskim utworzono 37 rejonów, między innymi rawski. Rejon objął obszary na południe od Linii Mołotowa:
- miasto Rawa Ruska;
- całą zniesioną gminę Siedliska;
- całą zniesioną gminę Lubycza Królewska;
- główną część zniesionej gminy Potylicz (bez gromad Ulicko Seredkiewicz i Ulicko Zarębane).

Obszary te należały przed wojną do powiatu rawskiego w województwie lwowskim oraz fragmentarnie powiat sokalskiego (Prusinów) tamże.
Rejon rawski przestał istnieć wraz z wybuchem wojny niemiecko-radzieckiej 22 czerwca 1941. Jego tereny weszły w skład Landkreis Rawa Ruska dystryktu galicyjskiego Generalnego Gubernatorstwa.
Rejon został odtworzony 23 lipca 1944, po zajęciu tych terenów przez Armię Czerwoną.
W październiku 1944, w wyniku wytyczenia granicy między ZSRR a Polską, 12 rad rejonu rawskiego włączono do Polski:
- 7 gromad należących przed wojną do gminy Lubycza Królewska (Huta Lubycka, Lubycza Kameralna, Lubycza Kniazie, Lubycza Królewska, Mosty Małe, Teniatyska i Żurawce) oraz 2 gromady należące przed wojną do gminy Siedliska (Hrebenne i Siedliska) włączono do reaktywowanego powiatu tomaszowskiego w odtworzonym województwie lubelskim; obszar ten przekształocno w gminę Lubycza Królewska;
- 2 gromady należące przed wojną do gminy Siedliska (Prusie i Werchrata) oraz gromadę Dziewięcierz należącą przed wojną do gminy Potylicz włączono początkowo jak powyżej. Obszar ten stanowił specyficzny podłużny i bardzo wąski klin (w którego skład wchodził także Radruż[5]) na samym południu województwa lubelskiego wrzynający się w głąb resztkowego województwa lwowskiego[potrzebny przypis]. Dopiero po utworzeniu województwa rzeszowskiego 18 sierpnia 1945[6], cypel ten został zlikwidowany, a miejscowości włączono do gminy Horyniec w powiecie lubaczowskim tamże[7].

Południowo-wschodnia część rejonu rawskiego pozostała w ZSRR: Dziewięcierz Mały, Huta Obedyńska, Huta Zielona, Olszanka i Potylicz (przed wojną w gminie Potylicz), Hołe Rawskie (przed wojną w gminie Hujcze), oraz Rata i Rzyczki (przed wojną w gminie Siedliska).
Równocześnie w 1945 roku do rejonu rawskiego przyłączono większą część zniesionego rejonu uhnowskiego, po odłączeniu od niego i włączeniu do Polski 7 z 23 rad wiejskich (łącznie z Uhnowem). Rejon rawski zasilono o 15 rad: Belinów, Chlewczany, Choronów (ze spalonym Bruckenthalem), Domaszów, Karów, Ostobuż, Sałasze, Tehlów i Woronów (przed wojną w gminie Bruckenthal), Hujcze, Seńkowice, Wólka Mazowiecka i Zaborze (przed wojną w gminie Hujcze), Józefówka i Michałówka (przed wojną w gminie Wierzbica) oraz Prusinów (przed wojną w gminie Bełz).
W 1946 roku rejon rawski podzielony był na 21 rad: jedną miejską (Rawa Ruska) i 20 wiejskich: Chlewczany, Choronów, Domaszów (z Dibrową, do 1946 Sałasze), Dziewięcierz, Hołe Rawskie, Hujcze, Huta Obedyńska (z Olszanką), Karów, Michałówka (z Josypowem, do 1946 Józefówka), Nyzy (do 1946 Prusinów), Ostrowok (do 1946 Ostobuż), Podhorodne (do 1946 Rata), Potylicz (z Hutą Zieloną), Rzyczki, Seńkowice, Szabelnia, Tehlów, Wolica, Woronów i Zaborze (stan na 1 września 1946).
W 1957 roku do rejonu rawskiego włączono zniesiony rejon niemirowski.
21 maja 1959 do rejonu rawskiego włączono zniesiony rejon magierowski.
30 grudnia 1962 rejon rawski ostatecznie zniesiono, a jego obszar włączono do rejonu jaworowskiego. Nieco później, w 1964 roku, prawie cały obszar byłego rejon rawskiego przeniesiono z rejonu jaworowskiego do rejonu nesterowskiego.